# Discografia di Billy Joe Shaver
La discografia di Billy Joe Shaver è composta da 17 album in studio, 9 dischi dal vivo (di cui uno in collaborazione) e 9 raccolte ufficiali.
I suoi primi sei album sono stati pubblicati a suo nome mentre quelli successivi, a partire da Tramp On Your Street (1993) sono stati pubblicati come Shaver, perché vedevano la partecipazione del figlio Eddy Shaver. Dopo la morte di Eddy, avvenuta nel 2000, i suoi dischi sono stati di nuovo pubblicati sotto il suo nome.

## Album in studio
| Anno | Titolo                                                              | Etichetta             |
| ---- | ------------------------------------------------------------------- | --------------------- |
| 1973 | Old Five And Dimers Like Me                                         | Monument Records      |
| 1976 | When I Get My Wings                                                 | Capricorn Records     |
| 1977 | Gypsy Boy                                                           | Capricorn Records     |
| 1981 | I'm Just An Old Chunk Of Coal... But I'm Gonna Be A Diamond Someday | Columbia Records      |
| 1982 | Billy Joe Shaver                                                    | Columbia Records      |
| 1987 | Salt Of The Earth                                                   | Columbia Records      |
| 1993 | Tramp On Your Street                                                | Praxis Entertainment  |
| 1996 | Highway Of Life                                                     | Justice Records       |
| 1998 | Victory                                                             | New West Records      |
| 1999 | Electric Shaver                                                     | New West Records      |
| 1999 | Honky Tonk Heroes                                                   | Pedernales Records    |
| 2001 | The Earth Rolls On                                                  | New West Records      |
| 2002 | Freedom's Child                                                     | Compadre Records      |
| 2004 | Billy And The Kid                                                   | Compadre Records      |
| 2005 | The Real Deal                                                       | Compadre Records      |
| 2007 | Everybody's Brother                                                 | Compadre Records      |
| 2014 | Long In The Tooth                                                   | Lightning Rod Records |

## Album dal vivo
| Anno | Titolo                                                  |
| ---- | ------------------------------------------------------- |
| 1995 | Unshaven: Shaver Live At Smith's Olde Bar               |
| 2002 | Live From Down Under (con Kinky Friedman)               |
| 2003 | Try And Try Again: Live                                 |
| 2005 | A Tribute To Billy Joe Shaver: Live                     |
| 2006 | Live From Austin, TX                                    |
| 2007 | Storyteller: Live At The Bluebird 1992                  |
| 2012 | Live At Billy Bob's, TX                                 |
| 2020 | Hurry Up And Wait (Live, Charleston, West Virginia '95) |
| 2023 | One Night At Luckenbach Texas (Live)                    |
| 2023 | Billy Joe & Eddy Shaver (Live at the Texas Music Cafe)  |

## Raccolte
| Anno | Titolo                                                         |  |  |
| ---- | -------------------------------------------------------------- |  |  |
| Anno | Titolo                                                         |  |  |
| 1994 | Honky Tonk Heroes                                              |  |  |
| 1995 | Restless Wind: The Legendary Billy Joe Shaver 1973–1987        |  |  |
| 2007 | Greatest Hits                                                  |  |  |
| 2013 | The Complete Columbia Recordings                               |  |  |
| 2013 | When I Get My Wings/Gypsy Boy (edizione della Raven Records)   |  |  |
| 2013 | Shaver's Jewels: The Best Of Shaver                            |  |  |
| 2015 | The Essential Billy Joe Shaver                                 |  |  |
| 2019 | The Collection                                                 |  |  |
| 2021 | When I Get My Wings/Gypsy Boy (edizione della Classics France) |  |  |

## Singoli
| Anno                                                | Titolo                                   | Massima posizione in classifica | Massima posizione in classifica | Album di provenienza                                               |
| Anno                                                | Titolo                                   | USA Country                     | CAN Country                     | Album di provenienza                                               |
| --------------------------------------------------- | ---------------------------------------- | ------------------------------- | ------------------------------- | ------------------------------------------------------------------ |
| 1970                                                | "Chicken on the Ground"                  | —                               | —                               | —                                                                  |
| 1973                                                | "I Been to Georgia on a Fast Train"      | 88                              | —                               | Old Five and Dimers Like Me                                        |
| 1973                                                | "Black Rose"                             | —                               | —                               | Old Five and Dimers Like Me                                        |
| 1974                                                | "Lately I Been Leanin' T'ward the Blues" | —                               | —                               | —                                                                  |
| 1976                                                | "America You Are My Woman"               | —                               | —                               | When I Get My Wings                                                |
| 1977                                                | "You Asked Me To"                        | 80                              | —                               | Gypsy Boy                                                          |
| 1978                                                | "Billy B Damned"                         | —                               | —                               | Gypsy Boy                                                          |
| 1981                                                | "Blue Texas Waltz"                       | —                               | —                               | I'm Just an Old Chunk of Coal (But I'm Gonna Be a Diamond Someday) |
| 1981                                                | "Ragged Old Truck"                       | —                               | —                               | I'm Just an Old Chunk of Coal (But I'm Gonna Be a Diamond Someday) |
| 1981                                                | "When the Word Was Thunderbird"          | —                               | —                               | I'm Just an Old Chunk of Coal (But I'm Gonna Be a Diamond Someday) |
| 1982                                                | "Ride Me Down Easy"                      | —                               | —                               | Billy Joe Shaver                                                   |
| 1982                                                | "Amtrak (And Ain't Coming Back)"         | —                               | —                               | Billy Joe Shaver                                                   |
| 1982                                                | "One Moving Part"                        | —                               | —                               | Billy Joe Shaver                                                   |
| 1993                                                | "The Hottest Thing in Town"              | —                               | —                               | Tramp on Your Street                                               |
| 1993                                                | "Live Forever"                           | —                               | 96                              | Tramp on Your Street                                               |
| 1994                                                | "Georgia on a Fast Train"                | —                               | —                               | Tramp on Your Street                                               |
| 1996                                                | "Comin' On Strong"                       | —                               | —                               | Highway of Life                                                    |
| 2002                                                | "Freedom's Child"                        | —                               | —                               | Freedom's Child                                                    |
| 2007                                                | "Get Thee Behind Me Satan"               | —                               | —                               | Everybody's Brother                                                |
| 2011                                                | "Wacko from Waco"                        | —                               | —                               | Live at Billy Bob's Texas                                          |
| "—" indica la non entrata del singolo in classifica |                                          |                                 |                                 |                                                                    |